# Glypta flavomaculata
Glypta flavomaculata är en stekelart som beskrevs av Dasch 1988. Glypta flavomaculata ingår i släktet Glypta och familjen brokparasitsteklar. Inga underarter finns listade i Catalogue of Life.